# لیگ قهرمانان اقیانوسیه ۲۰۲۰
لیگ قهرمانان اقیانوسیه ۲۰۲۰ نوزدهمین دوره مسابقات قهرمانی باشگاه‌های اقیانوسیه، مسابقات فوتبال باشگاهی برتر در اقیانوسیه بود که توسط کنفدراسیون فوتبال اقیانوسیه (اواف‌سی) سازماندهی شد و چهاردهمین فصل با نام فعلی لیگ قهرمانان اقیانوسیه بود.
این مسابقات در مارس ۲۰۲۰ پس از اتمام مرحله گروهی به دلیل دنیاگیری کووید-۱۹ به حالت تعلیق درآمد. در ۴ سپتامبر ۲۰۲۰، اواف‌سی اعلام کرد که مسابقات به دلیل محدودیت‌های مرزی و مسافرتی ناشی از دنیاگیری کووید-۱۹ کنار گذاشته شده‌است و هیچ قهرمانی اهدا نمی‌شود. نماینده اواف‌سی در جام باشگاه‌های جهان ۲۰۲۰ در قطر، که در اصل قهرمان لیگ قهرمانان اقیانوسیه ۲۰۲۰ بود، در ۱۹ نوامبر ۲۰۲۰ پس از تصمیم کمیته اجرایی اواف‌سی، بر اساس اصول داخلی، تأیید شد که اوکلند سیتی خواهد بود. مقررات مسابقات لیگ قهرمانان اقیانوسیه که رتبه‌بندی هر تیم را پس از مرحله گروهی تعیین کرد. با این حال، در ۱۵ ژانویه ۲۰۲۱، فیفا اعلام کرد که اوکلند سیتی به دلیل دنیاگیری کووید-۱۹ و اقدامات قرنطینه‌ای مربوطه که توسط مقامات نیوزیلند مورد نیاز است، از مسابقات کنار رفته‌است، به این معنی که هیچ نماینده‌ای از اقیانوسیه در مسابقات شرکت نکرد.
هیانگن اسپورت مدافع عنوان قهرمانی بود، اما در مرحله گروهی حذف شد.

## تیم‌ها
در مجموع ۱۸ تیم از ۱۱ انجمن اواف‌سی در مسابقات حضور یافتند.
- هفت انجمن توسعه یافته (فیجی، کالدونیای جدید، نیوزیلند، پاپوآ گینه نو، جزایر سلیمان، تاهیتی، وانواتو) هر کدام دو سهمیه در مرحله گروهی دریافت کردند.
- چهار انجمن در حال توسعه (ساموآی آمریکا، جزایر کوک، ساموآ، تونگا) هر کدام یک جایگاه در مرحله مقدماتی کسب کردند و تیم اول و دوم به مرحله گروهی صعود کردند.

| انجمن                 | تیم                 | نحوه صعود                                                  |
| شروع از مرحله گروهی   | شروع از مرحله گروهی | شروع از مرحله گروهی                                        |
| --------------------- | ------------------- | ---------------------------------------------------------- |
| فیجی                  | با                  | قهرمان لیگ ملی فوتبال فیجی ۲۰۱۹                            |
| فیجی                  | لائوتوکا            | نایب قهرمان لیگ ملی فوتبال فیجی ۲۰۱۹                       |
| کالدونیای جدید        | مجنتا               | قهرمان سوپر لیگ کالدونیای جدید ۲۰۱۸                        |
| کالدونیای جدید        | هیانگن اسپورت       | نایب قهرمان سوپر لیگ کالدونیای جدید ۲۰۱۸                   |
| نیوزیلند              | ایسترن سابوربس      | قهرمان مرحله نهایی مسابقات قهرمانی فوتبال نیوزیلند ۱۸–۲۰۱۷ |
| نیوزیلند              | اوکلند سیتی         | رتبه اول فصل عادی مسابقات قهرمانی فوتبال نیوزیلند ۱۹–۲۰۱۸  |
| پاپوآ گینه نو         | لائه سیتی           | قهرمان لیگ ملی فوتبال پاپوآ گینه نو ۲۰۱۹                   |
| پاپوآ گینه نو         | هیکاری یونایتد      | نایب قهرمان لیگ ملی فوتبال پاپوآ گینه نو ۲۰۱۹              |
| جزایر سلیمان          | سلیمان واریورز      | قهرمان اس-لیگ جزایر سلیمان ۲۰–۲۰۱۹                         |
| جزایر سلیمان          | هندرسون ایلز        | نایب قهرمان اس-لیگ جزایر سلیمان ۲۰–۲۰۱۹                    |
| تاهیتی                | ونوس                | قهرمان لیگ ۱ تاهیتی ۱۹–۲۰۱۸                                |
| تاهیتی                | تیاره تاهیتی        | نایب قهرمان لیگ ۱ تاهیتی ۱۹–۲۰۱۸                           |
| وانواتو               | مالامپا ریوایورز    | قهرمان مرحله نهایی سوپر لیگ ملی وانواتو ۲۰۱۹               |
| وانواتو               | گلکسی               | نایب قهرمان مرحله نهایی سوپر لیگ ملی وانواتو ۲۰۱۹          |
| شروع از مرحله مقدماتی |                     |                                                            |
| ساموآی آمریکا         | پاگو یوث            | قهرمان لیگ بزرگسالان ساموآی آمریکا ۲۰۱۸                    |
| جزایر کوک             | توپاپا مارائرنگا    | قهرمان جام جزایر کوک ۲۰۱۹                                  |
| ساموآ                 | لوپه اوله سواگا     | قهرمان لیگ ملی ساموآ ۲۰۱۹                                  |
| تونگا                 | ویتونگو             | قهرمان لیگ برتر تونگا ۲۰۱۹                                 |

## برنامه مسابقات
برنامه مسابقات به شرح زیر است. برای این فصل، تاریخ برگزاری مرحله مقدماتی در ابتدا قرار بود از ژانویه ۲۰۲۰ به دسامبر ۲۰۱۹، همزمان با پایان فصل‌های لیگ ملی اتحادیه‌های عضو شرکت‌کننده، تغییر پیدا کند و در ساموآ برگزار شود. با این حال، بعداً تا ژانویه ۲۰۲۰ به تعویق افتاد و به نیوزیلند منتقل شد.
در ۹ مارس ۲۰۲۰، اواف‌سی اعلام کرد که تمام مسابقات اواف‌سی به دلیل دنیاگیری کووید-۱۹ تا ۶ مه ۲۰۲۰ به تعویق افتاد. در ۱۴ مه ۲۰۲۰، اعلام شد که مرحله یک‌چهارم نهایی حداکثر تا سپتامبر ۲۰۲۰ به تعویق افتاده‌است. در ۲۸ ژوئیه ۲۰۲۰، اواف‌سی اعلام کرد که مسابقات حذفی در یک مکان واحد برگزار می‌شود، با تصمیم‌گیری در مورد تاریخ‌ها و مکان توسط کمیته اجرایی اواف‌سی در ۳۱ اوت ۲۰۲۰. در ۴ سپتامبر ۲۰۲۰، اواف‌سی اعلام کرد که مسابقات لغو شده‌است.
| مرحله         | تاریخ قرعه کشی | تاریخ مسابقات |
| ------------- | -------------- | --- |
| مرحله مقدماتی | ۱۳ دسامبر ۲۰۱۹ | ۲۵–۳۱ ژانویه ۲۰۲۰ (نیوزیلند) |
| مرحله گروهی   | ۱۳ دسامبر ۲۰۱۹ | - گروه ۱: ۱۶–۲۲ فوریه ۲۰۲۰ (پاپوآ گینه نو) - گروه ۲: ۱۵–۲۱ فوریه ۲۰۲۰ (وانواتو) - گروه ۳: ۱–۷ مارس ۲۰۲۰ (کالدونیای جدید) - گروه ۴: ۱–۷ مارس ۲۰۲۰ (تاهیتی) |
| یک‌چهارم نهایی | لغو شد         | لغو شد (در ابتدا ۴–۵ آوریل ۲۰۲۰) |
| نیمه نهایی    | لغو شد         | لغو شد (در ابتدا ۲۵–۲۶ آوریل ۲۰۲۰) |
| فینال         | لغو شد         | لغو شد (در ابتدا ۱۶ مه ۲۰۲۰) |

## مرحله مقدماتی
قرعه کشی و میزبان مرحله مقدماتی توسط اواف‌سی در ۱۳ دسامبر ۲۰۱۹ اعلام شد. چهار تیم حاضر در مرحله مقدماتی به صورت نوبت‌گردشی در یک مکان متمرکز با یکدیگر بازی کردند. تیم‌های اول و دوم به مرحله گروهی راه یافتند تا به ۱۴ شرکت کننده مستقیم بپیوندند. مسابقات بین ۲۵ تا ۳۱ ژانویه ۲۰۲۰ در نیوزیلند برگزار شد.
| تیم              | بازی | برد | تساوی | باخت | گل‌زده | گل‌خورده | تفاضل‌گل | امتیاز | صلاحیت      |
| ---------------- | ---- | --- | ----- | ---- | ----- | ------- | ------- | ------ | ----------- |
| لوپه اوله سواگا  | ۲    | ۱   | ۱     | ۰    | ۲     | ۰       | ۲+      | ۴      | مرحله گروهی |
| توپاپا مارائرنگا | ۲    | ۰   | ۲     | ۰    | ۲     | ۲       | ۰       | ۲      | مرحله گروهی |
| ویتونگو          | ۲    | ۰   | ۱     | ۱    | ۲     | ۴       | ۲-      | ۱      |             |
| پاگو یوث         | ۰    | ۰   | ۰     | ۰    | ۰     | ۰       | ۰       | ۰      | انصراف      |

در ۱۷ دسامبر ۲۰۱۹، اواف‌سی اعلام کرد که تیم پاگو یوث به دلیل شیوع سرخک ساموآ ۲۰۱۹ از مسابقات کنار کشیده‌است.

## مرحله گروهی
قرعه کشی و میزبان مرحله مقدماتی توسط اواف‌سی در ۱۳ دسامبر ۲۰۱۹ اعلام شد.[۷] ۱۶ تیم (۱۴ تیم راه یافته به مرحله گروهی و دو تیم صعود کننده از مرحله مقدماتی) در چهار گروه چهار تیمی قرار گرفتند. چهار تیم هر گروه به صورت نوبت‌گردشی در یک مکان متمرکز با یکدیگر بازی کردند. تیم‌های اول و دوم هر گروه به مرحله یک چهارم نهایی مرحله حذفی راه یافتند. مسابقات در تاریخ‌ها و مکان‌های زیر برگزار شد:
- مسابقات گروه A بین ۱۶ و ۲۲ فوریه ۲۰۲۰ در پاپوآ گینه نو برگزار شد.
- مسابقات گروه B بین ۱۵ و ۲۱ فوریه ۲۰۲۰ در وانواتو برگزار شد.
- مسابقات گروه C بین ۱ و ۷ مارس ۲۰۲۰ در کالدونیای جدید برگزار شد.
- مسابقات گروه D بین ۱ و ۷ مارس ۲۰۲۰ در جزایر سلیمان برگزار شد.

### گروه A
| تیم                | بازی | برد | تساوی | باخت | گل‌زده | گل‌خورده | تفاضل‌گل | امتیاز | صلاحیت     |
| ------------------ | ---- | --- | ----- | ---- | ----- | ------- | ------- | ------ | ---------- |
| ایسترن سابوربس     | ۳    | ۲   | ۱     | ۰    | ۸     | ۳       | ۵+      | ۷      | مرحله حذفی |
| گلکسی              | ۳    | ۱   | ۱     | ۱    | ۷     | ۵       | ۲+      | ۴      | مرحله حذفی |
| هیکاری یونایتد (م) | ۳    | ۱   | ۱     | ۱    | ۵     | ۵       | ۰       | ۴      |            |
| هیانگن اسپورت      | ۳    | ۰   | ۱     | ۲    | ۳     | ۱۰      | ۷-      | ۱      |            |

### گروه B
| تیم                  | بازی | برد | تساوی | باخت | گل‌زده | گل‌خورده | تفاضل‌گل | امتیاز | صلاحیت     |
| -------------------- | ---- | --- | ----- | ---- | ----- | ------- | ------- | ------ | ---------- |
| مالامپا ریوایورز (م) | ۳    | ۱   | ۲     | ۰    | ۶     | ۳       | ۳+      | ۵      | مرحله حذفی |
| هندرسون ایلز         | ۳    | ۱   | ۲     | ۰    | ۸     | ۷       | ۱+      | ۵      | مرحله حذفی |
| لائه سیتی            | ۳    | ۱   | ۱     | ۱    | ۱۰    | ۶       | ۴+      | ۴      |            |
| لائوتوکا             | ۳    | ۰   | ۱     | ۲    | ۳     | ۱۱      | ۸-      | ۱      |            |

### گروه C
| تیم              | بازی | برد | تساوی | باخت | گل‌زده | گل‌خورده | تفاضل‌گل | امتیاز | صلاحیت     |
| ---------------- | ---- | --- | ----- | ---- | ----- | ------- | ------- | ------ | ---------- |
| مجنتا            | ۳    | ۳   | ۰     | ۰    | ۸     | ۲       | ۶+      | ۹      | مرحله حذفی |
| سلیمان واریورز   | ۳    | ۲   | ۰     | ۱    | ۴     | ۲       | ۲+      | ۶      | مرحله حذفی |
| تیاره تاهیتی     | ۳    | ۱   | ۰     | ۲    | ۵     | ۴       | ۱+      | ۳      |            |
| توپاپا مارائرنگا | ۳    | ۰   | ۰     | ۳    | ۰     | ۹       | ۹-      | ۰      | انصراف     |

در ۱ مارس ۲۰۲۰، اواف‌سی اعلام کرد که توپاپا مارائرنگا از مرحله گروهی کناره‌گیری کرده‌است زیرا اداره بهداشت و امور اجتماعی کالدونیای جدید به سه بازیکن خود اجازه شرکت در مسابقه نداده‌است زیرا واکسیناسیون آنها برای سرخک تأیید نشده‌است. تمامی بازی‌های این تیم همگی به حالت ۳–۰ درآمد.

### گروه D
| تیم             | بازی | برد | تساوی | باخت | گل‌زده | گل‌خورده | تفاضل‌گل | امتیاز | صلاحیت     |
| --------------- | ---- | --- | ----- | ---- | ----- | ------- | ------- | ------ | ---------- |
| اوکلند سیتی     | ۳    | ۳   | ۰     | ۰    | ۹     | ۰       | ۹+      | ۹      | مرحله حذفی |
| ونوس (م)        | ۳    | ۲   | ۰     | ۱    | ۱۰    | ۳       | ۷+      | ۶      | مرحله حذفی |
| لوپه اوله سواگا | ۳    | ۱   | ۰     | ۲    | ۴     | ۱۱      | ۷-      | ۳      |            |
| با              | ۳    | ۰   | ۰     | ۳    | ۵     | ۱۴      | ۹-      | ۰      |            |

## مرحله حذفی

### تیم‌های صعود کرده
| گروه | تیم اول          | تیم دوم        |
| ---- | ---------------- | -------------- |
| A    | ایسترن سابوربس   | گلکسی          |
| B    | مالامپا ریوایورز | هندرسون ایلز   |
| C    | مجنتا            | سلیمان واریورز |
| D    | اوکلند سیتی      | ونوس           |

## راهیابی به جام باشگاه‌های جهان
| رتبه | گروه | تیم              | بازی | برد | مساوی | باخت | گل زده | گل خورده | گل تفاضل | امتیاز | صلاحیت                  |
| ---- | ---- | ---------------- | ---- | --- | ----- | ---- | ------ | -------- | -------- | ------ | ----------------------- |
| ۱    | D    | اوکلند سیتی      | ۳    | ۳   | ۰     | ۰    | ۹      | ۰        | ۹+       | ۹      | جام باشگاه‌های جهان ۲۰۲۰ |
| ۲    | C    | مجنتا            | ۳    | ۳   | ۰     | ۰    | ۸      | ۲        | ۶+       | ۹      |                         |
| ۳    | A    | ایسترن سابوربس   | ۳    | ۲   | ۱     | ۰    | ۸      | ۳        | ۵+       | ۷      |                         |
| ۴    | D    | ونوس             | ۳    | ۲   | ۰     | ۱    | ۱۰     | ۳        | ۷+       | ۶      |                         |
| ۵    | C    | سلیمان واریورز   | ۳    | ۲   | ۰     | ۱    | ۴      | ۲        | ۲+       | ۶      |                         |
| ۶    | B    | مالامپا ریوایورز | ۳    | ۱   | ۲     | ۰    | ۶      | ۳        | ۳+       | ۵      |                         |
| ۷    | B    | هندرسون ایلز     | ۳    | ۱   | ۲     | ۰    | ۸      | ۷        | ۱+       | ۵      |                         |
| ۸    | B    | لائه سیتی        | ۳    | ۱   | ۱     | ۱    | ۱۰     | ۶        | ۴+       | ۴      |                         |
| ۹    | A    | گلکسی            | ۳    | ۱   | ۱     | ۱    | ۷      | ۵        | ۲+       | ۴      |                         |
| ۱۰   | A    | هیکاری یونایتد   | ۳    | ۱   | ۱     | ۱    | ۵      | ۵        | ۰        | ۴      |                         |
| ۱۱   | C    | تیاره تاهیتی     | ۳    | ۱   | ۰     | ۲    | ۵      | ۴        | ۱+       | ۳      |                         |
| ۱۲   | D    | لوپه اوله سواگا  | ۳    | ۱   | ۰     | ۲    | ۴      | ۱۱       | ۷−       | ۳      |                         |
| ۱۳   | A    | هیانگن اسپورت    | ۳    | ۰   | ۱     | ۲    | ۳      | ۱۰       | ۷−       | ۱      |                         |
| ۱۴   | B    | لائوتوکا         | ۳    | ۰   | ۱     | ۲    | ۳      | ۱۱       | ۸−       | ۱      |                         |
| ۱۵   | D    | با               | ۳    | ۰   | ۰     | ۳    | ۵      | ۱۴       | ۹−       | ۰      |                         |
| ۱۶   | C    | توپاپا مارائرنگا | ۳    | ۰   | ۰     | ۳    | ۰      | ۹        | ۹−       | ۰      |                         |